# 愛国社 (1928年-)
愛国社（あいこくしゃ）は、昭和時代初期の右翼団体。
昭和3年（1928年）岩田愛之助により創設される。背後には内田良平がいた。機関紙は「愛国新聞」（1932年創刊）。中国及び満州に関する問題に積極的関与、各大学で反共産主義右翼学生の組織化を企図した。田中義一内閣打倒や農村での青年に対する実践教育などを行っていたが、一躍、愛国社の名を広めたのは、昭和5年（1930年）のロンドン海軍軍縮条約をめぐる統帥権干犯問題で、愛国社社員の佐郷屋留雄が東京駅において浜口雄幸首相を狙撃し重傷を負わせた（このときの傷がもとで、浜口は死去）ことによる。後に大日本生産党に参加した。
青年組織として愛国社青年連盟（俗に「愛連」とも「浅草愛連」とも呼んだ）があり戦前はファッショの片棒を担ぎ、戦後も斯界の大物である大沢武三郎団長が反共暴力団として名前を売った。

## 綱領
- 一、愛国社は対支問題及び思想問題の研究をなす等問題の発生する毎に創立者の会議に依り種々なる運動をなす
- 一、本会は大陸積極政策の遂行及び研究並に思想問題の研究を以て目的とす